# François-Amilcar Aran
Pour les articles homonymes, voir Aran.
François-Amilcar Aran, né le 12 juillet 1817 et mort le 22 février 1861, est un médecin français.

## Résumé biographique
Né à Bordeaux, il commence ses études médicales dans cette ville et les termine à Paris avec une  thèse consacrée aux palpitations cardiaques.
Il suit ensuite la filière classique d'une carrière hospitalo-universitaire : il est médecin des hôpitaux à l'Hôpital Saint-Antoine et professeur agrégé avec un travail d'agrégation consacré à la mort subite. Il participe activement à la rédaction de plusieurs journaux parmi lesquels les Archives générales de médecine et l'Union médicale dont il sera le principal contributeur. Il rédigea aussi nombre d'articles didactiques ou originaux pour le Bulletin de thérapeutique. Il fut enfin le traducteur en français d'un important traité de James Henry Bennett consacré aux maladies inflammatoires de l’utérus et de celui de Joseph Škoda (1805-1881) sur la percussion et l’auscultation.
Ses cours à l'Hôtel-Dieu de Paris, remplaçant ceux de Léon Rostan (1790-1866) lui valurent une solide réputation d'enseignant.
F.A. Aran est décédé à 44 ans des complications d'un rhumatisme articulaire aigu, une affection dont il était atteint depuis longtemps et à laquelle ironiquement, il avait aussi consacré un article.

## Éponymie
Le nom d'Aran est resté attaché en médecine à la désignation de 3 entités cliniques :
- Lois d'Aran : elles  décrivent les mécanismes auxquels obéissent les traits de fractures du crâne.
- Amyotrophie d'Aran-Duchenne : atrophie musculaire progressive par atteinte des motoneurones de la moelle épinière.
- Syndrome d'Aran-Duchenne : atrophie musculaire dans le territoire des racines motrices C8 et D1. Lorsque seule la musculature intrinsèque de la main est concernée, on parle de « main d'Aran-Duchenne ».